# Acradenia frankliniae
Acradenia frankliniae  là một loài thực vật có hoa trong họ Cửu lý hương. Loài này được Kippist mô tả khoa học đầu tiên năm 1852.